# Holýšov
Holýšov (en allemand : Holleischen) est une ville du district de Plzeň-Sud, dans la région de Plzeň, en République tchèque. Sa population s'élevait à 5 726 habitants en 2024.

## Géographie
Holýšov est arrosée par la rivière Radbuza et se trouve à 22 km au nord-ouest de Domažlice, à 26 km au sud-ouest de Plzeň et à 110 km à l'ouest-sud-ouest de Prague.
La commune est limitée par Honezovice, Lisov, Hradec et Střelice au nord, par Stod, Líšina et Zemětice à l'est, par Merklín et Staňkov au sud, et par Horní Kamenice, Staňkov, Kvíčovice, Neuměř et Všekary à l'ouest.

## Histoire
La première mention écrite de la localité date de 1273.
Le 1er janvier 2021, la commune a été détachée du district de Domažlice et réunie au district de Plzeň-Sud.

## Administration
La commune se compose de deux sections :
- Dolní Kamenice
- Holýšov

## Transports
Par la route, Holysov se trouve à 5 km de Staňkov, à 26 km de Domažlice, à 28 km de Plzeň et à 121 km de Prague. 

## Galerie

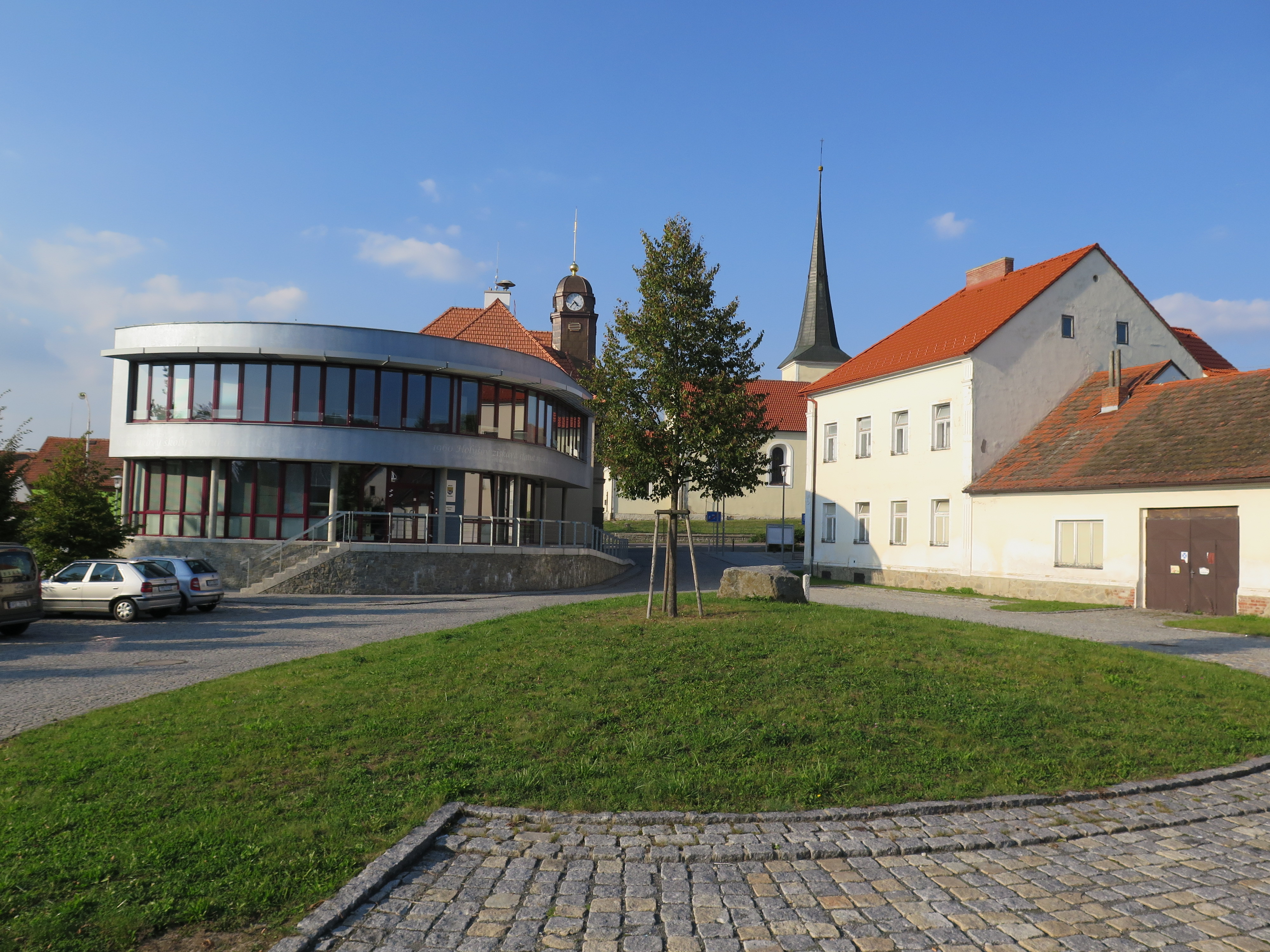
Holýšov : place centrale.
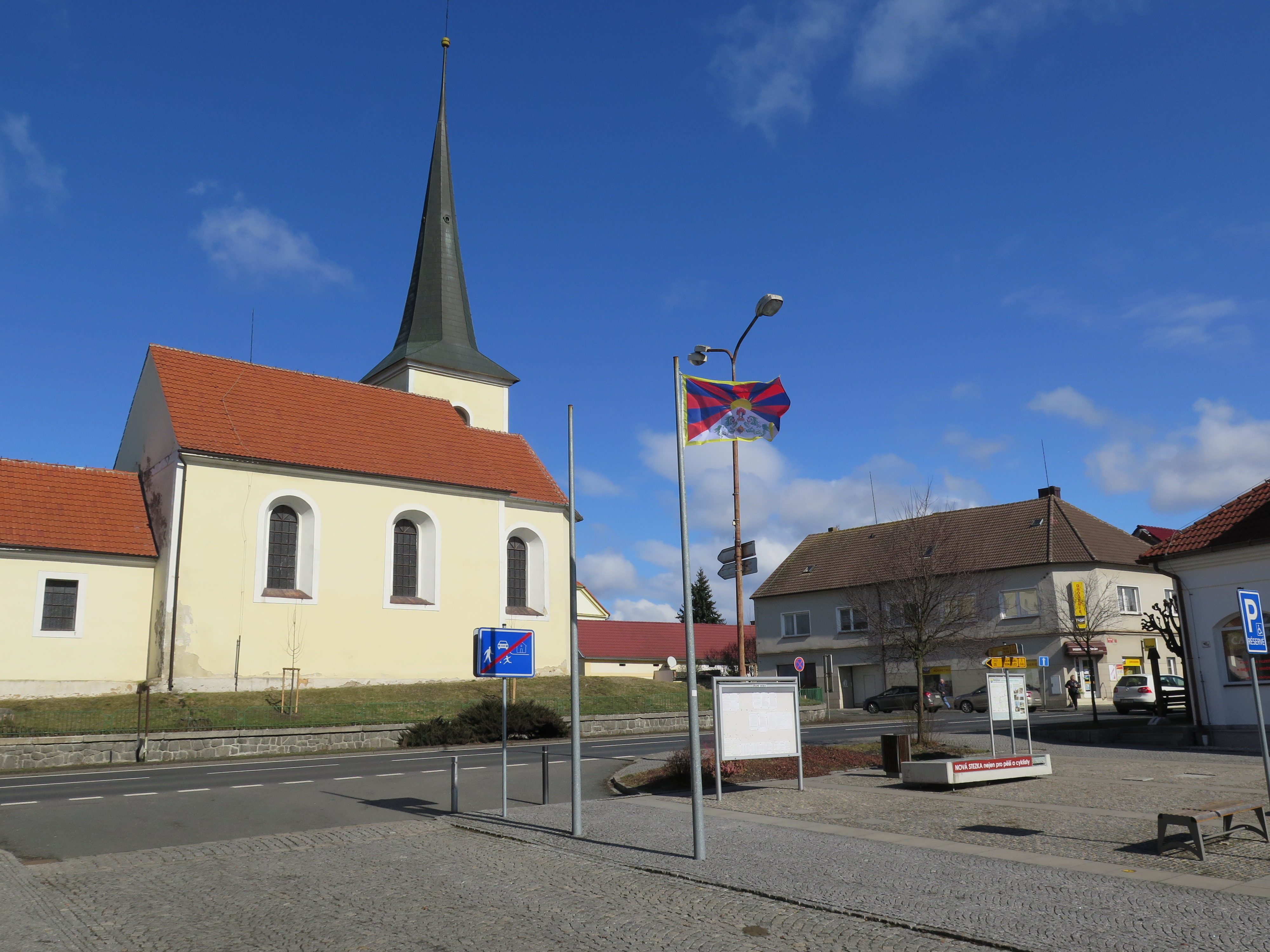
Holýšov : église Saints-Pierre-et-Paul.

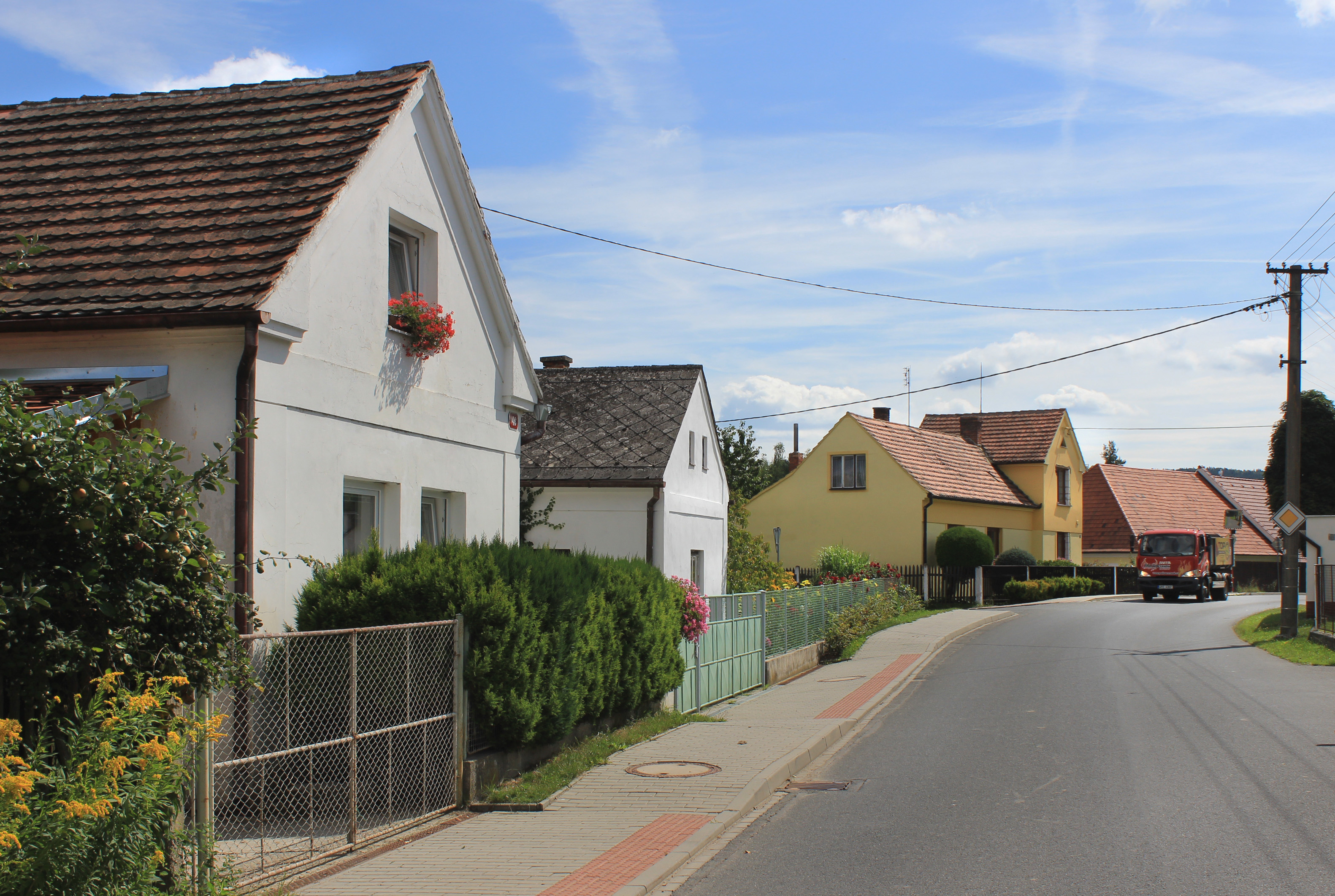
Dolní Kamenice.
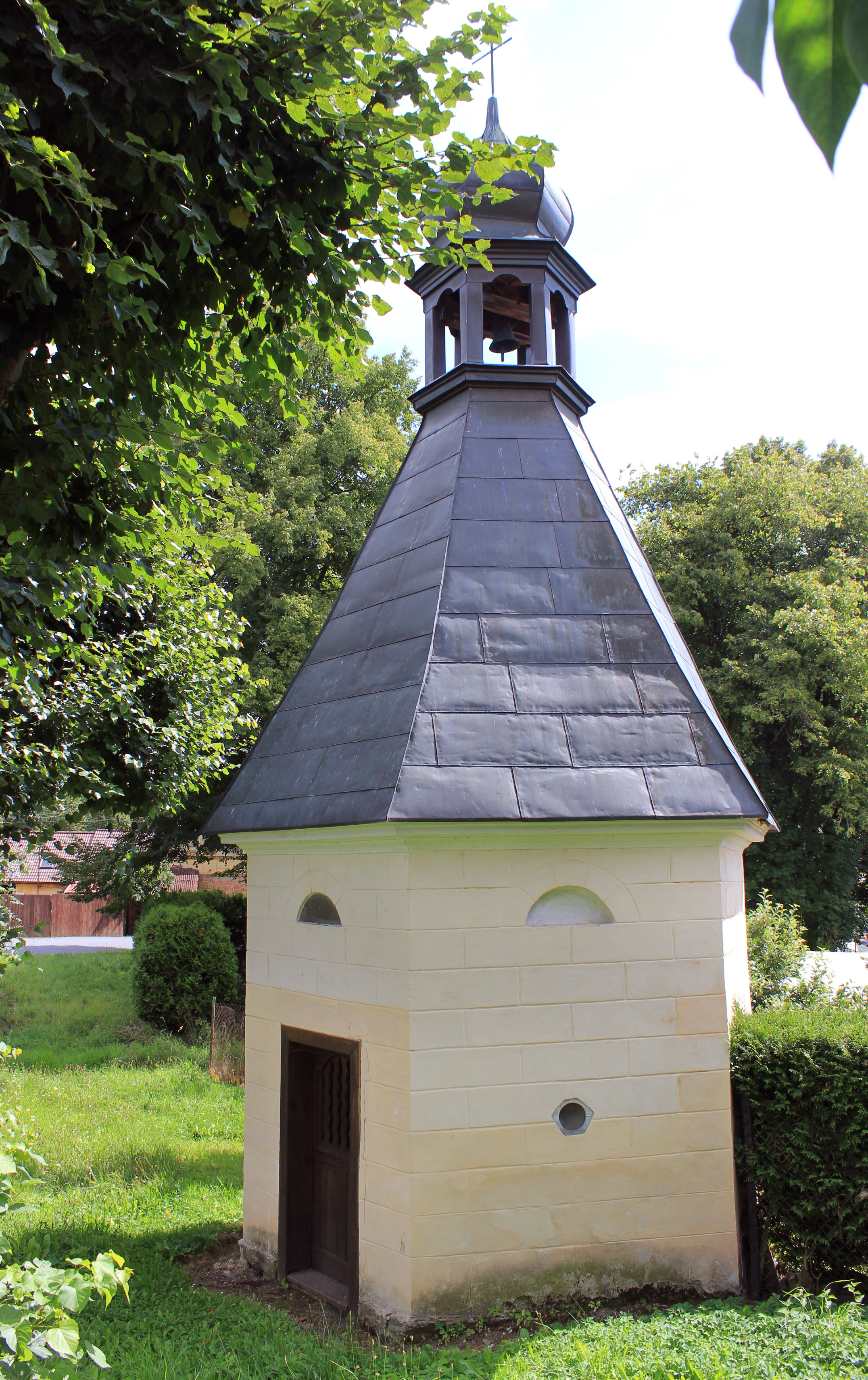
Chapelle à Dolní Kamenice.

## Jumelages
- Kümmersbruck (Allemagne)
- Port (Suisse)